# Delincuencia juvenil
La delincuencia juvenil comprende, desde el punto de vista jurídico, las conductas tipificadas como delitos en el Código Penal, cometidas por menores de edad. La definición de minoría de edad para la justicia juvenil varía de un país a otro, en general adolescentes mayores de 12 años y menores de 18 años de edad. En Estados Unidos la delincuencia juvenil se define como un acto criminal cometido por alguien menor de 21 años.
El tratamiento judicial de la delincuencia juvenil tradicionalmente ha tenido un carácter especial. En tiempos de los romanos, por ejemplo, la responsabilidad penal asociada a estos delitos se veía atenuada. Más recientemente, la Convención sobre los Derechos del Niño de 1989 de la ONU (el tratado de derechos humanos más ratificado de la historia) configura un marco de protección especial debido a la vulnerabilidad y necesidad de especial protección y cuidado de los menores, prohibiendo, por ejemplo, la aplicación de la pena de muerte a los mismos. En esta línea, la mayoría de los sistemas jurídicos, utilizan órganos judiciales ad hoc, como los tribunales de menores, prevén determinadas especialidades procesales para su enjuiciamiento, y cuentan con medios coercitivos específicos para su represión, como los centros juveniles de detención.
Se han desarrollado diferentes teorías explicativas del fenómeno, los factores de riesgo y de protección, características diferenciales entre la delincuencia juvenil masculina y femenina y, por último, la influencia de los medios de comunicación en la percepción que tiene la sociedad sobre la delincuencia juvenil. Los delitos juveniles suelen recibir gran atención de los medios de comunicación y políticos. Esto es así porque el nivel y los tipos de crímenes juveniles pueden ser utilizados por los analistas y los medios como un indicador del estado general de la moral y el orden público en un país y, en consecuencia, pueden ser fuente de alarma y de pánico moral.
Como la mayoría de los tipos de delitos, los crímenes cometidos por jóvenes se han incrementado desde mediados del siglo XX. Por otra parte, una parte de los crímenes juveniles puede asociarse a problemas psicológicos como la esquizofrenia, trastornos conductistas/mentales, estrés postraumático, trastorno de conducta o trastorno bipolar, El desempleo es otra variable de la delincuencia juvenil combinado con pobreza, hacinamiento, desigualdad social, etc.

## Teorías de la delincuencia juvenil[4]

### Teoría de la elección criminal
La criminología clásica considera que las causas del crimen tienen principalmente su origen en el propio delincuente, más que en su entorno externo. Para los clasicistas, lo que motiva a los delincuentes es el propio interés racional, y se remarca la importancia de la decisión libre y de la responsabilidad personal. La teoría de la elección racional es el ejemplo más claro de este planteamiento.

### Teoría social de la desorganización
Los planteamientos positivistas actuales generalmente se centran en la cultura, lo que produciría la ruptura de las relaciones de familia y con la comunidad, de los valores y con un mayor individualismo. Estudios demuestran que solamente un 16 por ciento de los niños harán algo malo, al contrario que un 26 por ciento de los adultos hará algo ilegal.
Podríamos identificar como el mal, completamente, del ser humano hacia la sociedad.

### Teoría de la tensión
La teoría de la tensión se asocia principalmente al trabajo de Robert Merton, quien creía que en la sociedad hay trayectorias institucionalizadas hacia el éxito. La teoría de la tensión sostiene que el crimen es causado por la dificultad que tienen los que viven en pobreza para alcanzar por medios legítimos metas socialmente valoradas. Para aquellos que, por ejemplo, no consiguen logros educativos es más difícil alcanzar la riqueza y el estatus social asegurado por un empleo bien pagado, y por tanto, es más probable que utilicen medios criminales para obtener estas metas. Merton sugiere cinco adaptaciones a este dilema:
1. Innovación: individuos que aceptan metas socialmente aprobadas, pero no necesariamente los medios socialmente aprobados.
2. Retirada: los que rechazan metas socialmente aprobadas y los medios para adquirirlos.
3. Ritualismo: los que compran en un sistema de medios socialmente aprobados, pero pierden de vista las metas. Merton creía que los consumidores de droga están en esta categoría.
4. Conformidad: los que se ajustan a los medios y a las metas del sistema.
5. Rebelión: gente que niega metas y medios socialmente aprobados creando un nuevo sistema de metas y de medios aceptables.

Una dificultad con la teoría de la tensión es que no explica por qué los niños de familias con ingresos bajos tendrían un mal desempeño educativo en un primer momento. Indicar el hecho de que mucho crimen juvenil no tiene una motivación económica. La teoría de la tensión no logra explicar el delito violento, el tipo de crimen juvenil que causa la mayor ansiedad al público.

### Teoría de subculturas
Se relaciona con la teoría de la tensión. La dificultad de la juventud para alcanzar objetivos y un estatus socialmente reconocido produce grupos de gente joven que forman subculturas delincuentes y desviadas del buen camino, que tienen sus propios valores y normas. Dentro de estos grupos el comportamiento criminal puede ser valorado realmente, aumentando el estatus de un joven.
La noción de subculturas delincuentes es relevante para los crímenes que no están motivados económicamente. Los miembros masculinos de las bandas pueden discutir para tener sus propios valores, tales como respeto por la habilidad para luchar y por el atrevimiento. Sin embargo no está claro por qué los hace diferentes de los jóvenes normales "no-violadores de la ley". Además no hay una explicación de porqué la gente incapaz de alcanzar metas socialmente reconocidas debe elegir necesariamente sustitutos criminales. Las teorías de subculturas también han sido criticadas por haber mantenido una distinción demasiado grande entre lo que es "normal" y lo que es un comportamiento "desviado".
Hay también dudas sobre si la gente joven rechaza conscientemente los valores generalmente aceptados.

### Teoría de asociación diferenciada
La teoría de la asociación diferenciada trata de los jóvenes en un contexto de grupo, y mira cómo la presión de los compañeros y la existencia de bandas puede conducir al crimen. Sugiere que los jóvenes son impulsados a cometer crímenes por compañeros delincuentes, de los que aprenden destrezas criminales.

### Teoría del etiquetado
La teoría del etiquetado indica que una vez que han etiquetado a la gente joven como criminal, es más probable que delinca.
La idea es que una vez que se ha etiquetado a un joven como diferente, este puede aceptar el papel y es más probable unirse a otros que han sido etiquetados del mismo modo.
Los teóricos del etiquetado dicen que existe una mayor probabilidad que los niños masculinos de familias pobres sean etiquetados como diferentes, y esto se puede explicar parcialmente porque existen más delincuentes masculinos jóvenes de clase baja.

### Teoría de la tríada oscura de la personalidad
La teoría de la tríada oscura se centra en muestras de personas que reúnen rasgos de maquiavelismo, narcisismo y psicopatología a nivel subclínico. Estas muestras son más amplias que aquellas que reciben una supervisión de tipo clínico o de tipo forense, por lo que se detecta en estos últimos alguna patología clínica. 
Las personas que no se encuentran bajo seguimiento clínico o forense, pueden considerarse no peligrosas; sin embargo, estos sujetos  destacan por tener vínculos interpersonales en que dañan a la otra persona por su falta de empatía, sensibilidad o sentimiento de grandeza y superioridad. 
En primer lugar, el narcisismo subclínico da lugar a la creación de un instrumento de evaluación denominado Inventario de Personalidad Narcisista (NPI). Las personas con narcisismo subclínico poseen grandiosidad, usan técnicas de manipulación en sus relaciones y se consideran cínicos aunque vulnerables. 
En segundo lugar, la psicopatía subclínica se evalúa en gran medida utilizando el Self-Report Psycopathy (SRP-III) y el Inventario de Personalidad Psicopática (PPI). La psicopatía subclínica también se denomina secundaria porque está más relacionada con comportamientos antisociales y de tipo penal. Son personas poco amables, con escasa empatía y que no respetan el orden social ni las normas. 
En cuanto al maquiavelismo, está presente de forma subclínica en personas con alta inteligencia emocional, que utiliza manipulación para satisfacer sus objetivos personales. Evolutivamente, los estudios explican que un factor directamente relacionado con el maquiavelismo es el desarrollo de un apego inseguro en la infancia, fruto de carencias en el cuidado maternal. Las personas maquiavélicas no tienen escrúpulos en utilizar su gran habilidad de manipulación emocional si con ello van a conseguir lograr éxito. 
La actual teoría evolucionista (originaria de la Teoría de la Evolución de Darwin), podría ser de utilidad para detectar a personas en el espectro subclínico de la personalidad que a ojos de la sociedad parezcan inofensivos o 'normales'. Desde el punto evolucionista, las características que aseguran reproducción exitosa serían aquellas que se mantienen en el tiempo para asegurar la supervivencia de la especie. 
Referencias

## Perspectivas psicológicas de la delincuencia juvenil

### Teoría del aprendizaje social
Ronald Akers postula, desde el aprendizaje social, una teoría para explicar las conductas delictivas.  Supera la teoría de Bandura (condicionamiento vicario), la teoría de Skinner (condicionamiento operante) y la teoría de la asociación diferencial de Sutherland: «La conducta antisocial se desarrolla sobre la base de una serie de procesos que incluyen el modelado o imitación de la conducta de otros, el refuerzo diferencial, y la evaluación que realizan los otros significativos de las conductas como buenas o malas». Son importantes los grupos del entorno por la significación que pueden adquirir para el individuo (grupos de pares o familia).  Los grupos no solo son modelos de conducta sino además de catalogación y establecimiento de normas y valores. La conducta como producto final es el resultado de que se han encontrado más refuerzos que castigos al producirla comparada a su vez con otras conductas.

### Teoría ecológica
Belsky, en 1980, aplicó y adaptó el modelo ecológico de Bronfenbrenner para estudiar el abuso infantil. Dentro del nivel microsistema ubicó a la familia; en el ecosistema al vecindario, el trabajo, y las relaciones informales; finalmente, en el macrosistema, a los valores culturales y los sistemas de creencias. El modelo de estudio fue tomado por investigadores para aplicarlo a la realidad delincuencial juvenil mexicana. Se demostró que el contexto cultural sí afectaba la forma en la que los jóvenes se relacionaban entre sí dentro de sus vecindarios y sus escuelas. Las relaciones vecinales también influían en sus relaciones familiares que, a su vez, afectaban en la conducta delictiva del menor. Se encontró que la cultura y subcultura, los factores familiares y el grado de integración en la sociedad eran variables significativas para explicar el desarrollo de las conductas desviadas en los jóvenes adolescentes. También se aplicó el modelo de investigación de Belsky en un estudio correlacional en el Perú. Se quería comprobar si los adolescentes que presentaban disfunciones a nivel, micro, exo y macro sistema desarrollarían una conducta antisocial y delictiva. Las conclusiones de los resultados mostraron que, a nivel del micro sistema, la variable “abandono familiar de los padres” era un factor de riesgo para el origen de conductas desviadas. En cuanto al exosistema, se encontró que las variables “escuela” y “ambiente de barrio” desfavorables podían generar las mismas conductas, tales como robos y formación de pandillas delictivas. Finalmente, en el nivel macrosistema, se encontró que a mayores creencias y valores distorsionados respecto a la violencia y la ley existen más posibilidades de que se desarrollen conductas delictivas. La Organización Mundial de la Salud, en su Informe Mundial sobre la violencia y la salud de 2002, utilizó el modelo ecológico para estudiar la naturaleza multifacética de la violencia.

## Factores de riesgo
Sin perder generalidad, considerando el caso de las bandas en Estados Unidos, los expertos han identificado un gran número de factores de riesgo que estadística mente aparecen vinculados a la adhesión a pandillas y actividades delictivas. Estos factores de riesgo abarcan las diferentes dimensiones de la vida de un joven y por lo general se agrupan en cinco categorías (dominios del desarrollo social): 
- Individuo.- Sus formas de ocio (TV, videojuegos, Internet) pueden fomentar la violencia y la agresividad, la incomunicación y la pérdida de relaciones sociales. El consumismo o la diversión van desplazando al esfuerzo.

- Familia.- Las normas de disciplina y la relación con los padres juegan un papel vital en el comportamiento social (en este caso, antisocial) del menor. Tan perjudicial puede ser una actitud demasiado laxa y falta de interés de los progenitores como una actitud autoritaria que merme la comunicación.[14]

- Escuela.- El bajo rendimiento, el absentismo escolar y el fracaso escolar favorecen la delincuencia. La colaboración entre el centro y los progenitores es básica.

- Amistades.- El contacto con “malas influencias” aumenta el riesgo, aunque el menor proceda de un ambiente socializado. Los jóvenes tienden a imitar las conductas más cercanas.

- Vecindario o comunidad.- Víctimas de la discriminación social y excluidos de las decisiones importantes, muchos jóvenes carecen de planes o proyectos de vida, y son considerados incapaces de adaptarse al medio social, por lo cual toman la delincuencia como alternativa de supervivencia. El fácil acceso a las drogas, la falta de oportunidades de empleo, salud, educación y espacios para la cultura y el deporte. (Howell y Griffiths, 2016).[15]

Es importante destacar, sin embargo, que estos estudios han demostrado que no hay un único factor de riesgo responsable; más bien, es la acumulación de múltiples factores de riesgo a través de múltiples categorías los que aumentan en gran medida la probabilidad de actividades delictivas. Por lo tanto, la delincuencia no es atribuible a un solo factor de riesgo, ya que algunos jóvenes expuestos al factor de riesgo no lo cumplen y otros jóvenes sin el factor de riesgo si se ven inmersos en estos comportamientos.
La delincuencia juvenil es un comportamiento precursor de la pertenencia a pandillas. Dicho de otro modo, prácticamente todos los jóvenes que se unen a una pandilla evidencian haber participado en actos delictivos con anterioridad. Los estudios también muestran que los antecedentes de la participación en pandillas empiezan a entrar en juego mucho antes de llegar a la edad típica para unirse a una pandilla. Para los jóvenes de mayor riesgo, un patrón clave que se repite parece comenzar en edades de 3-4 años, con la aparición de problemas de conducta, seguido por el fracaso en la escuela primaria a edades de 6-12 años; el inicio en la delincuencia en torno a 12 años de edad; unión a pandillas en torno a las edades de 13-15; y delincuencia crónica, seria y violenta, en adelante desde mediados de la adolescencia (Howell y Egley, 2005). La Teoría del desarrollo de la delincuencia de Moffitt concuerda con lo enunciado por Howell y Egley, pero desarrolla más todavía esta idea. Por un lado, están los infractores persistentes durante toda la vida (ITV), aquellos de los que se hablaba con anterioridad; y por otro lado están los infractores limitados a la adolescencia (ILA), que son capaces de abandonar los comportamientos desadaptados cuando los estilos prosociales les ofrecen mayores recompensas (por ejemplo una pareja prosocial), ya que cuentan con habilidades académicas, sociales e interpersonales. Sin embargo, según Moffitt, también existen rutas adicionales, es decir, casos en los que los delincuentes adolescentes tardíos dejan de delinquir en una "adultez emergente", ya que no se perciben como adultos y no desarrollan roles como tal. Los actos simbolizan privilegios de adultos que intentan demostrar autonomía del control parental.

### Diferencias entre conductas y factores de riesgo
Los factores de riesgo son situaciones, características o condiciones que aumentan la probabilidad de que un individuo desarrolle conductas problemáticas o de riesgo. Estos factores pueden tener origen en diferentes ámbitos, como el individual, familiar, grupal, escolar, comunitario, socioeconómicos y cultural. Los factores de riesgo no son conductas en sí mismas, sino que predisponen o aumentan la vulnerabilidad del individuo a desarrollar conductas problemáticas. 
Sin embargo, las conductas de riesgo son los comportamientos o acciones que representan un peligro potencial para el individuo o para otros. Estas conductas pueden incluir el abuso de sustancias, relaciones sexuales no protegidas, bajo rendimiento escolar, fracaso o absentismo escolar, delincuencia, crimen o violencia. Las conductas de riesgo pueden ser clasificadas en diferentes categorías según su naturaleza y pueden ser experimentales o persistentes. 
Por lo tanto, mientras que los factores de riesgo son las condiciones subyacentes que aumentan la probabilidad de que ocurran las conductas de riesgo, las conductas de riesgo son los comportamientos específicos que representan un riesgo potencial para el individuo o la sociedad. Es importante identificar tanto los factores de riesgo como las conductas de riesgo para poder implementar intervenciones efectivas y preventivas en el ámbito social y psicosocial.

### Trastornos mentales
Los trastornos mentales normalmente se desarrollan en la niñez y se manifiestan generalmente durante la vida adolescente. (Holmes y otros: 2001 p.183) Un cierto comportamiento juvenil se atribuye al trastorno diagnosticable conocido como trastorno de conducta. De acuerdo con el DSM-IV-TR códigos 312.xx (donde xx varía de acuerdo con el subtipo específico) los adolescentes que tienen trastornos de conducta también muestran una carencia de empatía y una despreocupación por las normas sociales. El DSM es el Manual diagnóstico y estadístico de los trastornos mentales publicado por la Asociación Psiquiátrica Americana y referenciado a menudo por Psiquiatras para diagnosticar trastornos mentales. Los delincuentes juveniles que reinciden en el sistema de justicia penal a veces se les diagnostica trastornos de conducta porque muestran una indiferencia continuada sobre su seguridad y la de otros y de sus pertenencias.
Una vez que el joven continúa teniendo los mismos patrones de comportamiento y llega a los dieciocho, entonces está en peligro de diagnóstico con un trastorno antisocial de la personalidad y es mucho más propenso a convertirse en un criminal serio.
Uno de los elementos principales usado en el diagnóstico de un adulto con Trastorno antisocial de la personalidad consiste en presentar un historial documentado de trastorno de conducta antes de los 15 años. Estos dos trastornos de personalidad son análogos en su comportamiento errático y agresivo.
Esta es la razón por la que delincuentes juveniles habituales diagnosticados con trastorno de conducta es probable que muestren signos de Trastorno antisocial de la personalidad en la madurez. Una vez que los adolescentes alcanzan la madurez, su comportamiento social inaceptable se ha convertido en un estilo de vida y se convierten en criminales de carrera.
Los criminales de carrera comienzan con un comportamiento antisocial antes de entrar en la escuela de grado y son versátiles en el sentido que se enganchan a un arsenal de comportamientos destructivos, delinquen a unas tasas muy altas, y es menos probable que paren de delinquir mientras van envejeciendo.”
La investigación cuantitativa relativa a Estados Unidos fue hecha hace bastante tiempo, sobre 9.945 delincuentes masculinos juveniles entre edades de 10 y 18 en los años 70. La cohorte longitudinal de nacimientos fue utilizada para examinar la tendencia de un pequeño porcentaje de los criminales de carrera que explicaron el porcentaje más grande de la actividad criminal. La tendencia mostró un nuevo fenómeno entre los delincuentes habituales. Para este estudio los delincuentes habituales eran jóvenes que tuvieron más de cinco detenciones de la policía. El fenómeno indicó que solamente el 6% de la juventud estaba dentro de la definición de delincuente habitual pero que era responsable del 52% de la delincuencia dentro de todo el estudio. El mismo 6% de delincuentes crónicos explicaron el 71% de los asesinatos y el 69% de los asaltos con agravante. Este fenómeno fue investigado más adelante entre una población adulta en 1977 y dio lugar a resultados similares. El S.A. Mednick hizo una cohorte de nacimientos de 30.000 varones y encontró que el 1% de los varones eran responsables de más de la mitad de la actividad criminal. El comportamiento criminal habitual de jóvenes descubierto es similar al de los adultos. Los delincuentes habituales “harán “una carrera” de malas decisiones y mal comportamiento y terminarán probablemente, más pronto o más tarde, muertos o en prisión”. Estos delincuentes juveniles necesitan tratamiento porque tienen una predisposición negativa y
una alta propensión a continuar cometiendo crímenes.

### Género y delincuencia juvenil
El estudio realizado por M. Steketee, M. Junger y J. Junger-Tas aborda la cuestión de los factores de riesgo relacionados con la delincuencia juvenil desde una perspectiva de género. Para ello, se analizaron los datos del ISRD-2 (International Self-Reported Delinquency Study) basándose en cuatro modelos teóricos: la vinculación social o teoría de control social, la teoría del autocontrol, las actividades de rutina o la teoría de oportunidades y la teoría de la desorganizaicón social.
Los resultados mostraron que dichos factores, cuando son combinados, no tienen el mismo impacto en hombres que mujeres. Así, las mujeres ven más influenciado su comportamiento delictivo por el comportamiento desviado de los amigos o grupo de pares y por la desestructura familiar, mientras que el factor más vinculado al comportamiento delictivo en los hombres es la falta de autocontrol.

## Tipología de delitos
Al igual que al resto de delincuentes, a esta categoría de personas se les pueden atribuir una serie de delitos, que principalmente suelen estar caracterizados por el poco uso de las armas, así como algunos se sustentan en la falta de recursos:
- En cuanto a los delitos contra las personas suelen cometer actos violentos, asaltos, robos, bullying, abuso sexual… o incluso homicidios
- Dentro de los delitos contra la propiedad básicamente el vandalismo, el allanamiento y los hurtos
- También comisión de delitos contra la salud pública por la posesión, distribución o fabricación de drogas
- Delitos que alteren el orden público, como podría ser la emisión de ruidos o embriagarse en vía pública
- Y por último una categoría de delitos denominada ‘delitos de estatus’ que solo podría estar atribuida a los jóvenes y englobaría actos como huir del hogar, ausentismo escolar, la violencia filio parental, y otro mencionados anteriormente como la infracción a la ley por consumo del alcohol o tabaco[22]

Pero, en general, podrían ser penados por la comisión de cualquier delito recogido en el Código Penal considerado de “adultos”.

## Prevención de la delincuencia
La prevención de la delincuencia es el término general empleado para todos los esfuerzos encaminados a evitar que la juventud participe en actividades criminales o antisociales.
Cada vez más, los gobiernos están reconociendo la importancia de asignar recursos para la prevención de la delincuencia. A menudo es difícil que los estados proporcionen los recursos financieros necesarios para la adecuada prevención, las organizaciones y las comunidades. Por todo esto los gobiernos trabajan en colaboración para la prevención.
Con el desarrollo de la delincuencia en la juventud, influenciada por numerosos factores, perspectivas de esfuerzos en la prevención son comprensibles. Entre los servicios para la prevención se incluyen actividades tales como educación y tratamiento del abuso de sustancias estupefacientes, asesoramiento de la familia, tutoría y protección de la juventud, educación parental, ayuda educativa e intervención social.
Un factor preventivo podría ser el tratar de erradicar la violencia en los medios de comunicación. Actualmente la violencia se asoma en todos los programas, no solo en películas o series, incluso en los horarios dedicados a los niños. La violencia se convierte en algo habitual desde la infancia. Según Schneider, esa "familiaridad" de los niños con la violencia "puede provocar comportamientos violentos y delictivos cuando son adolescentes y adultos". La impresionabilidad y la capacidad emocional de reaccionar a la violencia disminuye y la agresividad se acepta como una pauta de comportamiento. Aunque es complicado eliminar la violencia en los medios de comunicación, los padres deberían de controlar la situación y establecer y hacer que se cumplan las reglas establecidas.
Las Directrices de las Naciones Unidas para la prevención de la delincuencia juvenil son directivas y orientaciones, dirigidas a los países que forman las Naciones Unidas, que buscan evitar que los niños y personas jóvenes que se encuentran en riesgo social tengan conductas criminales; entiendo que están en riesgo social los niños y jóvenes que fueron abandonados, los que sufrieron abusos, viven en la calle o están en la pobreza extrema. Los Estados están obligados a hacer planes y programas que protejan el desarrollo de la vida del niño y del joven, tatar de que la Nación, las provincias y los municipios participen en los planes y programas, financiar los planes y programas, asegurar que todos esos recursos lleguen realmente a los niños y los jóvenes y sean beneficiosos para ellos y hacer que la comunidad participe en los planes y programas.
Las Directrices de las Naciones Unidas para la prevención de la delincuencia juvenil establecen que los planes y programas que protegen la vida de los niños y jóvenes tienen que tener los siguientes objetivos: protección de la familia, protección especial a los niños y adolescentes de familias indígenas, inmigrantes, refugiados y de familias que tienen problemas por los cambios económicos, atención médica - incluye la salud mental, sicológica, la calidad de la alimentación y los tratamientos cuando hay consumo de drogas o alcohol-, educación con programas que incluyan la enseñanza de los valores, de los derechos humanos y libertades fundamentales, integración y socialización, vivienda y otros servicios indispensables para vivir bien como el agua corriente, difundir por los medios de comunicación la existencia de esos servicios, instalaciones y oportunidades dedicadas a los jóvenes, reducir al mínimo los mensajes por televisión de la pornografía, drogadicción, explotación y violencia o cualquier otro mensaje que denigre a los niños y jóvenes y realización de estudios especializados para entender y prevenir la necesidad y oportunidad para cometer delitos.
Los programas de sensibilización «Scared Straight» (Asustar para corregir) tienen como objetivo disuadir el crimen y la delincuencia, al proporcionar a delincuentes juveniles una experiencia de primera mano sobre la vida en prisión y una interacción con reclusos adultos. Estos programas se promueven como una estrategia de prevención del crimen, ya que identifica a los jóvenes en riesgo de cometer delitos (también llamados predelincuentes) para desalentarlos de cualquier conducta delictiva futura. Para ello, se organizan visitas a la cárcel, de manera que estos jóvenes puedan obtener una visión más real de lo que significa vivir en prisión.
Una revisión sistemática de 9 estudios realizados en Estados Unidos concluyó que las intervenciones «Scared Straight» producen efectos negativos, si se les compara con no hacer nada. Específicamente, siete de los estudios demostraron que la intervención aumentó significativamente las probabilidades de delinquir por parte de los delincuentes juveniles. Por tanto, no es posible recomendar este tipo de intervenciones como una estrategia de prevención del crimen. No obstante, si se continúan aprobando tales programas, se recomienda llevar a cabo una evaluación rigurosa que garantice como mínimo que estos no causen más daños que beneficios.
Los toques de queda juveniles restringen la presencia de los adolescentes que tienen menos de una determinada edad (generalmente 17-18 años) en lugares públicos durante la noche. Las sanciones por violar estas restricciones van desde una multa, hasta servicio comunitario y restricciones a su licencia de conducir. El objetivo de estas medidas es mantener a los jóvenes en casa durante la noche y la madrugada, para así evitar que cometan algún crimen o sean víctimas de los mismos. Sin embargo, esta política ha sido objeto de numerosas impugnaciones jurídicas, debido a que se pudieran estar vulnerando ciertos derechos constitucionales de los jóvenes.
Una revisión sistemática de 12 estudios realizados en Estados Unidos, evaluó la incidencia que tienen los toques de queda juveniles, y encontró que estos no reducen la delincuencia ni la victimización. Estas conclusiones van en línea con otros estudios que han sugerido que los toque de queda pueden ser ineficaces, ya que la delincuencia juvenil se concentra en horas anteriores y posteriores a los horarios escolares. Sin embargo, los estudios incluidos en esta revisión sufren de varias limitaciones y sesgos que hacen difícil sacar conclusiones sólidas. Por ello, es recomendable realizar más investigaciones que repliquen los hallazgos encontrados.

## Tipos de prevención
- Prevención primaria: cuando el objetivo es reducir o eliminar los riesgos y fomentar la protección. Los métodos de prevención primaria fomentan la resiliencia y la autoeficacia, ayudan a desarrollar competencias cognitiva y sociales fomentando la creatividad, el talento artístico y comunicacional. Ayudan al desarrollo de la coherencia y mejoran las fortalezas e intereses del niño mediante la motivación académica. Fomentando también las relaciones positivas con los compañeros. Enseñan a manejar el riesgo y motivan la crianza familiar.
- Prevención secundaria o selectiva: es aquella que se orienta a personas que ya han sido identificadas como riesgo a desarrollar delincuencia. Se enfoca a factores como la agresividad o de riesgo en la crianza del menor. Deben aplicarse cuanto antes y mantenerse hasta la adolescencia haciendo hincapié en el entorno familiar y en el de los compañeros.
- Prevención terciaria: personas que tienen riesgo y han desarrollado ya conductas delictuales. En estos casos, los programas de prevención deben de ser multisistémicos y multidimensionales, intensivos y de larga duración. Se orientan a desarrollar habilidades de autorregulación, habilidades cognitivas que involucran a la familia, la escuela y la comunidad. La prevención terciaria constituye un instrumento de política pública cuyo objeto es, principal y fundamentalmente, prevenir la reincidencia delictiva. Para tales efectos utiliza una serie de estrategias, programas y políticas púbicas de carácter mixto (es decir, con apoyo en programas de base comunitaria), orientadas de forma integral a la reinserción social del delincuente y con ello, a la prevención de la reincidencia.[27]

### Intervenciones psicológicas
Las estrategias que tienen mayor aceptación y éxito son las intervenciones o tratamientos en los que se busca la prevención, ya que se trabaja con los factores de riesgo de las conductas antisociales. Es decir, se centran directamente en las causas del problema para evitar la reincidencia de las conductas delictivas. Para ello, los psicólogos trabajan con especialistas de las áreas de victimología, criminología, sociología, educación, trabajo social y derecho.
Los tratamientos psicológicos tienen el objetivo de disminuir los factores de riesgo relacionados con conductas delictivas y consisten en intervenciones psicoeducativas que van dirigidas a delincuentes convictos y jóvenes en riesgo de delinquir. Andrews y Bonta tienen un programa en el que se hace alusión a cuatro grandes factores de riesgo para la delincuencia juvenil:
1. las cogniciones antisociales
2. las redes y vínculos prodelictivos,
3. la historia individual de comportamiento antisocial y
4. los rasgos y factores de personalidad antisocial.

Las habilidades o competencias que se deben reforzar en delincuentes juveniles se concretan en cuatro grupos:
1. desarrollo de habilidades tales como hábitos de comunicación, responsabilidad familiar, motivación de logro por medio de condicionamientos operantes de refuerzo y castigo para moldear o extinguir determinadas conductas del individuo.
2. desarrollo moral y desarrollo de pensamiento para la resolución cognitiva de problemas interpersonales, en donde se le enseña al sujeto a reconocer y entender un problema, identificar emociones asociadas a este, crear opiniones,  ver las consecuencias y buscar y escoger posibles soluciones para aplicarla. En caso del desarrollo moral, se aplican técnicas y niveles de desarrollo moral de Piaget y Kohlberg.
3. control de la ira y regulación emocional, ya que la ira y el descontrol emocional son los principales motivos de conductas violentas y delictivas. Se intenta entrenar al sujeto en tres aspectos: habilidades para el manejo de situaciones, interpretación adecuada en la interacción social y evitación de exasperación emotiva.
4. prevención de recaídas utilizando la generalización de los logros terapéuticos obtenidos. Para ello, se puede aplicar la técnica psicológica de generalización y mantenimiento, donde se utilizan programas de reforzamiento intermitente, entrenamiento de habilidades en diversas situaciones con inclusión de personas cercanas al individuo, uso de consecuencias y autocontrol.[28]

## Consecuencias para la sociedad
La primera consecuencia de la delincuencia juvenil es la pérdida de la escala de valores, seguida de la violencia en la calle, trayendo consigo el temor de la población por el incremento de estos grupos.
Otras consecuencias son los daños físicos, tanto por las heridas o la muerte de personas atacadas por los delincuentes, dando lugar a nuevas víctimas como son la familia, que a su vez acarrean consecuencias psicológicas. Generalmente la sociedad se preocupa más por la prevención, castigo y rehabilitación del delincuente que por atender a las personas agredidas; es importante tratar a los delincuentes pero también lo es tratar a las víctimas.
Una consecuencia positiva para la sociedad es el fomento de centros para la lucha y prevención contra delitos y adicciones, así como instituciones que brindan apoyo psicológico a familias, las cuales son el primer núcleo donde se puede terminar con la delincuencia.

### Trastornos mentales no tratados
Una vez que el delincuente juvenil alcanza la madurez es probable que continúe mostrando comportamientos de desadaptación y que aumente su riesgo de ser procesado a través del sistema de justicia penal como delincuente adulto. Debido al pequeño porcentaje de delincuentes adultos y juveniles habituales que contribuyen en alto porcentaje a los delitos violentos (es decir, asesinato y asalto con agravantes) el sistema de justicia penal debe supervisar esa pequeña población de criminales profesionales en un esfuerzo para prevenir la proliferación de delincuentes violentos serios.
Si los trastornos mentales tales como el trastorno de conducta no se diagnostican y no se tratan el delincuente juvenil tiene el potencial creciente de desarrollar un trastorno antisocial de la personalidad y continuar más adelante su vida como un criminal profesional. La mayoría de delincuentes violentos exhibe rasgos del trastorno antisocial de la personalidad y los muestran antes de los 15 años.
El trastorno antisocial de la personalidad es un diagnóstico común para un asesino en serie. Los autores Álvarez y Bachman encontraron que una similitud entre los asesinos en serie eran sus anteriores convicciones criminales. En este caso el trastorno de conducta se puede convertir en un elemento probable para el asesino en serie si no se diagnostica y se trata antes de que se convierta completamente en la edad adulta en un trastorno antisocial de la personalidad.
El trastorno de conducta y el trastorno antisocial de la personalidad se categorizan como trastornos de personalidad con definiciones extremadamente similares en DSM-IV-TR y según lo explicado arriba en trastornos mentales.
Algunas de las características comunes incluyen el incumplimiento constante de normas sociales, el comportamiento agresivo hacia la gente, y una desvinculación de la emoción de la empatía.
Estos rasgos son también comunes entre los asesinos en serie y si los comportamientos de desadaptación no se tratan tienen el potencial de crear a una persona que fantasea con matar a varias víctimas y después satisfacer su impulsividad cuando ya no son capaces de reprimirse.
La pertenencia a pandillas está asociada con la delincuencia juvenil. No obstante, las pandillas también pueden proveer capital social, sentido de pertenencia y un propósito para los jóvenes marginados. Por ello, se ha planteado identificar los factores asociados con la afiliación de jóvenes a pandillas, y las diferencias entre los jóvenes afiliados y los no afiliados. Comprender estas relaciones es esencial para reducir los niveles de pertenencia a pandillas y la incidencia de la violencia que se relaciona con ellas.
Una revisión sistemática de ocho estudios, realizados en cinco países y la región del Caribe, examinó los factores predictivos de la pertenencia a pandillas juveniles a lo largo de cinco esferas sociales: individual, de pares, familiar, escolar y comunitario. Se hallaron relaciones significativas con determinados factores para cada una de estas esferas. Por ejemplo, en la esfera individual, la delincuencia y el consumo de sustancias están relacionados con la pertenencia a pandillas, al igual que la falta de supervisión parental en la esfera familiar. Estos resultados, sin embargo, se basan en un pequeño número de estudios, por lo cual estas conclusiones son limitadas.

## Delincuencia juvenil en España
Sobre la base de los datos del Ministerio de Interior español, el número de bandas que son controladas por parte de las Fuerzas y Cuerpos de Seguridad del Estado se ha incrementado un cinco por ciento del año 2019 al 2021 ya que, se registran 627 bandas juveniles que se encuentran vigiladas por las Fuerzas y Cuerpos de Seguridad del Estado (según datos 2021). El Ministerio del Interior contabiliza esta información a través del “Plan de actuación y coordinación policial contra grupos organizados y violentos de carácter juvenil”, en vigor desde el año 2014.
Según la información del año 2021, las bandas más numerosas son las de extrema izquierda (total de 382), suponiendo el 61% de la totalidad. Por otro lado, existen 82 bandas con ideología de extrema derecha (13% del total), 87 bandas latinas (14% del total) y otras 76 bandas con ideología no identificada o asociada a la violencia en el ámbito deportivo (12% de la totalidad de bandas).
Las bandas juveniles están formadas principalmente por jóvenes de entre 12 y 24 años, aunque existan bandas de jóvenes de hasta 32 años. Principalmente son hombres puesto que, el sexo femenino supone un pequeño porcentaje existiendo entre ellas las “Latin Queen”.
Existen diferentes bandas, en función de la ideología política. Por un lado, las bandas antisistemas (extrema derecha) y, por otro lado, las bandas con ideología política de extrema izquierda.

## Delincuencia juvenil en América Latina

### Argentina
En un estudio que se realizó en Buenos Aires se sostuvo la teoría de cómo, los jóvenes establecen relaciones complejas con sus instituciones escolares. En primer lugar analizaron la relación entre experiencia personal y sentido. Todos los jóvenes que investigaron tenían alguna experiencia laboral, sin embargo, no había ningún rechazo hacía éste, sino que más bien era su recurso de obtención de ingresos. Se dijo que casi todos los casos de delitos en jóvenes venían mayormente de las escuelas y familias. Una de las jóvenes dijo que su rechazo hacia la escuela era porque no entendía nada. Este rechazo hacia las escuelas puede ser más bien porque estas están totalmente desvinculadas con lo que es la realidad del mundo exterior. No se le adjudica una responsabilidad a la escuela, pero en esta experiencia delito y escuela no son más excluyentes sino que al contrario se entremezclan afectando a la misma institución y los docentes. Otro estudio realizado en el ámbito territorial del Municipio más poblado del conurbano bonaerense, en la Provincia de Buenos Aires, es basado en una investigación que analiza el problema del delito juvenil. Se planteó la institución escolar como el actor relevante de construcción de identidad de los jóvenes. Los autores decidieron conocer las perspectivas de alumnos, docentes, directivos y equipos de orientación escolar, acerca de la violencia y el delito. En las escuelas sí existe la violencia y esto se demuestra mayormente con peleas. Entre las situaciones que provocan esto, está en alguien que actúe de manera incorrecta.

### Colombia
En los últimos 14 años, el fenómeno de la delincuencia juvenil y los sicarios, es un problema que ha evolucionado
y que tuvo su apogeo entre 2012 y 2014. A partir de ese período no han cesado de descender las cifras de delitos.

### México
La evolución de las cifras de cantidad de causas penales ingresadas en el sistema de justicia mexicano para adolescentes ha experimentado un descenso como norma general en los últimos diez años. El máximo se marcó en 2011 con 19922 adolescentes y el mínimo en 2018, con 4482 adolescentes.
Durante 2019, con relación a las edades que presentaron los adolescentes internados en los centros especializados de tratamiento o internamiento, un 41,5% tenían 18 años o más, un 28,9% tenía 17 años, un 17,9% tenía 16 años y el 11,6% restante 15 años o menos. Asimismo, sobre el nivel educativo, un 29,8% tenía un nivel preparatorio o bachiller, un 42,7% Secundaria, un 24,9% preescolar o primaria y ningún estudio el 1,8% restante.
Asimismo, sobre los tipos de delitos, de mayor a menor frecuencia, tenemos: robo con violencia (35%), homicidio (22%), tenencia de armas prohibidas (17%), robo de vehículo (15%), secuestro (15%), delitos contra la salud (10%) y delincuencia organizada (10%).
Según la Encuesta Nacional de Adolescentes en el Sistema de Justicia Penal de 2017, el 92.2% corresponde a población masculina y el 7.8% son mujeres. Las estadísticas por entidad federativa muestran que la mitad de los adolescentes en el sistema penal provienen de tan solo tres estados: Jalisco (30.5%), Sonora (11.5%) y Chihuahua (9.8%), mientras que regiones como Colima, Baja California Sur y Campeche apenas representan el 0.77% del total.

### Perú
Desde fines del siglo XX han aumentado las cifras del número de jóvenes que realizan conductas delictivas. En agosto del año 2000 se promulgó el Nuevo Código de los Niños y Adolescentes cuya vigencia está desde junio de 2001 hasta la actualidad. En aquel código se proponen derechos, deberes y obligaciones de los niños y adolescentes que se deben tener en cuenta cuando suceden problemas de índoles penales y jurídicos. El tipo de legislación del sistema legal peruano no considera a los menores de 18 años como delincuentes; sino, solo como infractores.
El pandillaje es una de las formas más comunes en la que se hace presente la delincuencia juvenil. La población que lo conforma son, mayormente, jóvenes que viven en espacios urbanos marginales. Las acciones violentas de los jóvenes son una reacción de su descontento hacia precarias condiciones materiales de vida, la desigualdad social, la falta de oportunidades y la tradición política autoritaria que establece relaciones de subordinación antes que de integración y diálogo.

#### Estadísticas
Los datos registrados acerca de la situación de los centros de Detención de menores infractores de la ley penal o Centros juveniles del Perú del 2007 y 2012 fueron publicados por la Defensora del Pueblo. De acuerdo a ello, se señala que funcionan nueve centros juveniles a nivel nacional. Además, en el año 2007 y 2012 los Centros Juveniles estuvieron conformados, en su mayoría, por varones siendo, respectivamente, un 95.9% y un 96.8% de la población frente a un 4.10% y 3.2% de la población femenina.
La edad de los menores infractores debería oscilar entre los 14 y 17 años. En el año 2012 se encontró población mayor de edad dentro de los centros juveniles. Los jóvenes de 18 años representan el 20.3% de la población. Los de 19, 20 y 21 años llegan a ser el 9.7% de la población. Los jóvenes de 16 años representan el 32.9 % y los de 17 años representan el 24.3% del total de la población.
Los porcentajes de población menor de 18 años en los Centros de detención calculados de acuerdo al motivo de su ingreso demuestran que a diferencia del 2007, en el 2012 la conducta delictiva contra el patrimonio tuvo un aumento del 13.7%. En el 2007 el porcentaje de la población era del 46.7% y aumentó a 60.1% en el 2012. 
El ingreso por tráfico ilícito de drogas, también ascendió de 3.3% en el 2007 a 6.4% en el 2012. Los demás motivos de ingreso que son: actos antisociales contra el cuerpo y la salud, contra la libertad sexual, el pandillaje, el terrorismo y otros han descendido, ya que en el 2007 las cifras eran, respectivamente, 16.6%, 28.1%, 3.3%, 2.2%, 0.1% y 3.2% y en el 2012 descendieron, respectivamente, a 10.9%, 18.9%, 1.0%, 0% y 2.6%.